# Арамашка (село)
Арамашка — село в Режевском городском округе Свердловской области России.

## География
Село расположено в 18 километрах (по автотрассе в 20 километрах) к северо-востоку от города Режа, по обоим берегам реки Рассохи, левого притока реки Реж. В селе имеется пруд. В окрестностях, в 2 километрах к юго-востоку проходит региональная автодорога 65К-3504000 Екатеринбург – Алапаевск.

## История села
В 1882 году деревня стало селом Аромашковским, вышла из состава прихода села Глинского. Вместе с прихожанами деревни Жуковой, отстоящей от села в 3-х верстах, образовали свой приход.
В начале XX века основным занятием сельчан было хлебопашество.
Школа
Деревянная часовня во имя Покрова Божией Матери, которая стояла в селе с давних пор, в 1887 году была приспособлена под помещение церковно-приходской школы, которая была открыта в том же году.

## Петропавловская церковь
В 1880 году была заложена каменная однопрестольная церковь, которая была построена и освящена в честь святых апостолов Петра и Павла в 1884 году. В начале XX века для священнослужителей имелись два деревянных дома. 
Первым священником был Виктор Горгонович Горный, выпускник 1869 года Екатеринбургского духовного училища, а псаломщиком Валентин Николаевич Сперанский, выпускник того же духовного заведение 1890 года. Жалованье священнослужители получали от прихожан. В 1923 году отец Виктор умер и был похоронен на территории храма. Отец Фёдор заменил его на посту, но в 1930-е годы был арестован.
Храм был закрыт в 1930 году, в том же году был разобран. Из кирпича храма на месте его был построен сельский клуб. На месте храма в 1970-е годы был разбит парк Победы, а на месте захоронения отца Виктора был заложен памятный камень в память земляков, погибших в Великую Отечественную войну. В 1984 году в парке была установлена стела в их память. В 2002 году на месте алтаря разрушенного храма был установлен поклонный крест.

## Население
| 2002 | 2010 | 2021 |
| ---- | ---- | ---- |
| 695  | ↗702 | ↘661 |